# Repêchage d'entrée dans la LNH 2012
2011 2013
Le repêchage d'entrée dans la LNH 2012 est le 50e repêchage d'entrée de l'histoire de la Ligue nationale de hockey (LNH), ligue professionnelle de hockey sur glace d'Amérique du Nord. Ce repêchage a eu lieu dans la ville de Pittsburgh en Pennsylvanie, aux États-Unis, les 22 et 23 juin 2012 dans l'aréna des Penguins de Pittsburgh, le Consol Energy Center.

## Meilleurs espoirs
Les tableaux ci-dessous présentent les meilleurs joueurs évoluant soit dans les championnats d'Amérique du Nord soit en Europe ; ainsi, même s'il est de nationalité russe, Mikhaïl Grigorenko est classé dans la catégorie « Joueurs nord-américains ».
| Rang | En Amérique du Nord    | En Europe                |
| ---- | ---------------------- | ------------------------ |
| 1    | Naïl Iakoupov (AD)     | Filip Forsberg (C)       |
| 2    | Ryan Murray (D)        | Teuvo Teräväinen (AG)    |
| 3    | Mikhaïl Grigorenko (C) | Sebastian Collberg (AD)  |
| 4    | Alex Galchenyuk (C)    | Hampus Lindholm (D)      |
| 5    | Morgan Rielly (D)      | Tomáš Hertl (C)          |
| 6    | Cody Ceci (D)          | Pontus Åberg (AG)        |
| 7    | Radek Faksa (C)        | Ville Pokka (D)          |
| 8    | Olli Määttä (D)        | Ludvig Byström (D)       |
| 9    | Jacob Trouba (D)       | Nikolaï Prokhorkine (AG) |
| 10   | Griffin Reinhart (D)   | Anton Slepychev (AG)     |

| Rang | En Amérique du Nord | En Europe          |
| ---- | ------------------- | ------------------ |
| 1    | Malcolm Subban      | Andreï Vassilevski |
| 2    | Brandon Whitney     | Oscar Dansk        |
| 3    | Jake Paterson       | Joonas Korpisalo   |
| 4    | Anthony Stolarz     | Jean Aurén         |
| 5    | François Tremblay   | Marek Langhamer    |

## Le repêchage

### Premier tour
| Rang | Joueur             | Position | Nationalité            | Équipe LNH                          | Repêché de                        |
| ---- | ------------------ | -------- | ---------------------- | ----------------------------------- | --------------------------------- |
| 1    | Naïl Iakoupov      | AD       | Russie                 | Oilers d'Edmonton                   | Sting de Sarnia (LHO)             |
| 2    | Ryan Murray        | D        | Canada                 | Blue Jackets de Columbus            | Silvertips d'Everett (LHOu)       |
| 3    | Alex Galchenyuk    | C        | États-Unis Biélorussie | Canadiens de Montréal               | Sting de Sarnia (LHO)             |
| 4    | Griffin Reinhart   | D        | Canada                 | Islanders de New York               | Oil Kings d'Edmonton (LHOu)       |
| 5    | Morgan Rielly      | D        | Canada                 | Maple Leafs de Toronto              | Warriors de Moose Jaw (LHOu)      |
| 6    | Hampus Lindholm    | D        | Suède                  | Ducks d'Anaheim                     | Rögle BK (Allsvenskan)            |
| 7    | Mathew Dumba       | D        | Canada                 | Wild du Minnesota                   | Rebels de Red Deer (LHOu)         |
| 8    | Derrick Pouliot    | D        | Canada                 | Penguins de Pittsburgh (↔ Caroline) | Winterhawks de Portland (LHOu)    |
| 9    | Jacob Trouba       | D        | États-Unis             | Jets de Winnipeg                    | États-Unis (USHL)                 |
| 10   | Slater Koekkoek    | D        | Canada                 | Lightning de Tampa Bay              | Petes de Peterborough (LHO)       |
| 11   | Filip Forsberg     | C        | Suède                  | Capitals de Washington              | Leksands IF (Allsvenskan)         |
| 12   | Mikhaïl Grigorenko | C        | Russie                 | Sabres de Buffalo                   | Remparts de Québec (LHJMQ)        |
| 13   | Radek Faksa        | C        | République tchèque     | Stars de Dallas                     | Rangers de Kitchener (LHO)        |
| 14   | Zemgus Girgensons  | C        | Lettonie               | Sabres de Buffalo (↔ Calgary)       | Fighting Saints de Dubuque (USHL) |
| 15   | Cody Ceci          | D        | Canada                 | Sénateurs d'Ottawa                  | 67's d'Ottawa (LHO)               |
| 16   | Tom Wilson         | AD       | Canada                 | Capitals de Washington              | Whalers de Plymouth (LHO)         |
| 17   | Tomas Hertl        | C        | République tchèque     | Sharks de San José                  | HC Slavia Prague (Extraliga)      |
| 18   | Teuvo Teräväinen   | AD/AG    | Finlande               | Blackhawks de Chicago               | Jokerit Helsinki (SM-liiga)       |
| 19   | Andreï Vassilevski | G        | Russie                 | Lightning de Tampa Bay              | Tolpar Oufa (MHL)                 |
| 20   | Scott Laughton     | C        | Canada                 | Flyers de Philadelphie              | Generals d'Oshawa (LHO)           |
| 21   | Mark Jankowski     | C        | Canada                 | Flames de Calgary (↔ Buffalo)       | Collège Stanstead (HIGH-QC)       |
| 22   | Olli Määttä        | D        | Finlande               | Penguins de Pittsburgh              | Knights de London (LHO)           |
| 23   | Mike Matheson      | D        | Canada                 | Panthers de la Floride              | Fighting Saints de Dubuque (USHL) |
| 24   | Malcolm Subban     | G        | Canada                 | Bruins de Boston                    | Bulls de Belleville (LHO)         |
| 25   | Jordan Schmaltz    | D        | États-Unis             | Blues de Saint-Louis                | Gamblers de Green Bay (USHL)      |
| 26   | Brendan Gaunce     | D        | Canada                 | Canucks de Vancouver                | Bulls de Belleville (LHO)         |
| 27   | Henrik Samuelsson  | AD       | Suède États-Unis       | Coyotes de Phoenix                  | Oil Kings d'Edmonton (LHOu)       |
| 28   | Brady Skjei        | D        | États-Unis             | Rangers de New York                 | États-Unis (USHL)                 |
| 29   | Stefan Matteau     | AG       | États-Unis             | Devils du New Jersey                | États-Unis (USHL)                 |
| 30   | Tanner Pearson     | AG       | Canada                 | Kings de Los Angeles                | Colts de Barrie (LHO)             |

### Deuxième tour
| Rang | Joueur              | Position | Nationalité        | Équipe LNH                                                         | Repêché de                              |
| ---- | ------------------- | -------- | ------------------ | ------------------------------------------------------------------ | --------------------------------------- |
| 31   | Oscar Dansk         | G        | Suède              | Oilers d'Edmonton                                                  | Brynäs IF (Suède junior)                |
| 32   | Mitchell Moroz      | AG       | Canada             | Blue Jackets de Columbus                                           | Oil Kings d'Edmonton (LHOu)             |
| 33   | Sebastian Collberg  | AD       | Suède              | Canadiens de Montréal                                              | Frölunda HC (Suède junior)              |
| 34   | Ville Pokka         | D        | Finlande           | Islanders de New York                                              | Kärpät Oulu (SM-liiga)                  |
| 35   | Matthew Finn        | D        | Canada             | Maple Leafs de Toronto                                             | Storm de Guelph (LHO)                   |
| 36   | Nicolas Kerdiles    | D        | États-Unis France  | Ducks d'Anaheim                                                    | États-Unis (USHL)                       |
| 37   | Pontus Åberg        | AG       | Suède              | Predators de Nashville (↔ Minnesota) (↔ San José) (↔ Tampa Bay)    | Djurgården Hockey (Elitserien)          |
| 38   | Phillip Di Giuseppe | AG       | Canada             | Hurricanes de la Caroline                                          | Université du Michigan (CCHA)           |
| 39   | Lukas Sutter        | C        | Canada             | Jets de Winnipeg                                                   | Blades de Saskatoon (LHOu)              |
| 40   | Dylan Blujus        | D        | États-Unis         | Lightning de Tampa Bay                                             | Battalion de Brampton (LHO)             |
| 41   | Mitchell Heard      | C        | Canada             | Avalanche du Colorado                                              | Whalers de Plymouth (LHO)               |
| 42   | Patrick Sieloff     | D        | États-Unis         | Flames de Calgary (↔ Buffalo)                                      | États-Unis (USHL)                       |
| 43   | Ludvig Byström      | D        | Suède              | Stars de Dallas                                                    | MODO Hockey (Elitserien)                |
| 44   | Jake McCabe         | D        | États-Unis         | Sabres de Buffalo (↔ Calgary)                                      | Université du Wisconsin (WCHA)          |
| 45   | Anthony Stolarz     | G        | États-Unis         | Flyers de Philadelphie (↔ Ottawa) (↔ Phoenix) (↔ Columbus)         | Corpus Christi (NAHL)                   |
| 46   | Raphaël Bussières   | AD       | Canada             | Wild du Minnesota (↔ Washington) (↔ New Jersey)                    | Drakkar de Baie-Comeau (LHJMQ)          |
| 47   | Brock McGinn        | AG       | Canada             | Hurricanes de la Caroline (↔ San José)                             | Storm de Guelph (LHO)                   |
| 48   | Dillon Fournier     | D        | Canada             | Blackhawks de Chicago                                              | Huskies de Rouyn-Noranda (LHJMQ)        |
| 49   | Martin Frk          | AG       | République tchèque | Red Wings de Détroit                                               | Mooseheads d'Halifax (LHJMQ)            |
| 50   | Colton Sissons      | C        | Canada             | Predators de Nashville (↔ Philadelphie) (↔ Tampa Bay)              | Rockets de Kelowna (LHOu)               |
| 51   | Dalton Thrower      | D        | Canada             | Canadiens de Montréal (↔ Nashville)                                | Blades de Saskatoon (LHOu)              |
| 52   | Teodors Bļugers     | C        | Lettonie           | Penguins de Pittsburgh                                             | St. Mary's de Shattuck (High-Minnesota) |
| 53   | Brian Hart          | AD       | États-Unis         | Panthers de la Floride                                             | Exeter Academy (High-New Hampshire)     |
| 54   | Mike Winther        | C        | Canada             | Stars de Dallas (↔ Boston) (↔ Toronto) (↔ Colorado) (↔ Washington) | Raiders de Prince Albert (LHOu)         |
| 55   | Chris Tierney       | C        | Canada             | Sharks de San José                                                 | Knights de London (LHO)                 |
| 56   | Sam Kurker          | AD       | États-Unis         | Blues de Saint-Louis                                               | St. John's School (High-Massachusetts)  |
| 57   | Alexandre Mallet    | AG       | Canada             | Canucks de Vancouver                                               | Océanic de Rimouski (LHJMQ)             |
| 58   | Jordan Martinook    | AG       | Canada             | Coyotes de Phoenix                                                 | Giants de Vancouver (LHOu)              |
| 59   | Cristoval Nieves    | C        | États-Unis         | Rangers de New York                                                | Kent School (High-Connecticut)          |
| 60   | Damon Severson      | D        | Canada             | Devils du New Jersey                                               | Rockets de Kelowna (LHOu)               |
| 61   | Devin Shore         | C        | Canada             | Stars de Dallas (↔ Los Angeles) (↔ Philadelphie)                   | Fury de Whitby (LHJO)                   |

### Troisième tour
| Rang | Joueur               | Position | Nationalité       | Équipe LNH                                          | Repêché de                                       |
| ---- | -------------------- | -------- | ----------------- | --------------------------------------------------- | ------------------------------------------------ |
| 62   | Joonas Korpisalo     | G        | Finlande          | Blue Jackets de Columbus                            | Jokerit (Jr. A SM-liiga)                         |
| 63   | Jujhar Khaira        | AG       | Canada            | Oilers d'Edmonton                                   | Spruce Kings de Prince George (LHCB)             |
| 64   | Timothé Bozon        | AG       | France États-Unis | Canadiens de Montréal                               | Blazers de Kamloops (LHOu)                       |
| 65   | Adam Pelech          | D        | Canada            | Islanders de New York                               | Otters d'Érié (LHO)                              |
| 66   | Jimmy Vesey          | AG       | États-Unis        | Predators de Nashville (↔ Toronto) (↔ Los Angeles)  | Kings de South Shore (EJHL)                      |
| 67   | MacKenzie MacEachern | AG       | États-Unis        | Blues de Saint-Louis (↔ Anaheim)                    | Warriors de Brother Rice (High-Michigan)         |
| 68   | John Draeger         | D        | États-Unis        | Wild du Minnesota                                   | St. Mary's de Shattuck (High-Minnesota)          |
| 69   | Daniel Altshuller    | G        | Canada            | Hurricanes de la Caroline                           | Generals d'Oshawa (LHO)                          |
| 70   | Scott Kosmachuk      | AD       | Canada            | Jets de Winnipeg                                    | Storm de Guelph (LHO)                            |
| 71   | Tanner Richard       | C/AG     | Suisse Canada     | Lightning de Tampa Bay                              | Storm de Guelph (LHO)                            |
| 72   | Troy Bourke          | AG       | Canada            | Avalanche du Colorado                               | Cougars de Prince George (LHOu)                  |
| 73   | Justin Kea           | C        | Canada            | Sabres de Buffalo                                   | Spirit de Saginaw (LHO)                          |
| 74   | Esa Lindell          | D        | Finlande          | Stars de Dallas                                     | Jokerit (Jr. A SM-liiga)                         |
| 75   | Jon Gillies          | G        | États-Unis        | Flames de Calgary                                   | Ice de l'Indiana (USHL)                          |
| 76   | Chris Driedger       | G        | Canada            | Sénateurs d'Ottawa                                  | Hitmen de Calgary (LHOu)                         |
| 77   | Chandler Stephenson  | AG       | Canada            | Capitals de Washington                              | Pats de Regina (LHOu)                            |
| 78   | Shayne Gostisbehere  | D        | États-Unis        | Flyers de Philadelphie (↔ San José) (↔ Floride)     | College Union (ECAC)                             |
| 79   | Chris Calnan         | AD       | États-Unis        | Blackhawks de Chicago                               | Nobles (High-Massachusetts)                      |
| 80   | Jake Paterson        | G        | Canada            | Red Wings de Détroit                                | Spirit de Saginaw (LHO)                          |
| 81   | Oskar Sundqvist      | C        | Suède             | Penguins de Pittsburgh (↔ Phoenix) (↔ Philadelphie) | Skellefteå AIK (Suède junior)                    |
| 82   | Jarrod Maidens       | C        | Canada            | Sénateurs d'Ottawa (↔ Nashville)                    | Attack d'Owen Sound (LHO)                        |
| 83   | Matt Murray          | G        | Canada            | Penguins de Pittsburgh                              | Greyhounds de Sault-Sainte-Marie (LHO)           |
| 84   | Steven Hodges        | C        | Canada            | Panthers de la Floride                              | Royals de Victoria (LHOu)                        |
| 85   | Matt Grzelcyk        | D        | États-Unis        | Bruins de Boston                                    | Équipe des États-Unis des moins de 18 ans (USHL) |
| 86   | Colton Parayko       | D        | Canada            | Blues de Saint-Louis                                | Oil Barons de Fort McMurray (LHJA)               |
| 87   | Frederik Andersen    | G        | Danemark          | Ducks d'Anaheim (↔ Vancouver)                       | Frölunda HC (Elitserien)                         |
| 88   | James Melindy        | D        | Canada            | Coyotes de Phoenix                                  | Wildcats de Moncton (LHJMQ)                      |
| 89   | Brendan Leipsic      | C        | Canada            | Predators de Nashville (↔ New York)                 | Winterhawks de Portland (LHOu)                   |
| 90   | Ben Johnson          | AG       | États-Unis        | Devils du New Jersey                                | Spitfires de Windsor (LHO)                       |
| 91   | Daniil Jarkov        | AG       | Russie            | Oilers d'Edmonton (↔ Los Angeles)                   | Bulls de Belleville (LHO)                        |

### Quatrième tour
| Rang | Joueur                | Position | Nationalité | Équipe LNH                                          | Repêché de                                       |
| ---- | --------------------- | -------- | ----------- | --------------------------------------------------- | ------------------------------------------------ |
| 92   | Matia Marcantuoni     | AD       | Canada      | Penguins de Pittsburgh (↔ Columbus)                 | Rangers de Kitchener (LHO)                       |
| 93   | Erik Gustafsson       | D        | Suède       | Oilers d'Edmonton                                   | Djurgården Hockey (Allsvenskan)                  |
| 94   | Brady Vail            | C        | États-Unis  | Canadiens de Montréal                               | Spitfires de Windsor (LHO)                       |
| 95   | Josh Anderson         | AG       | Canada      | Blue Jackets de Columbus (↔ New York) (↔ Vancouver) | Knights de London (LHO)                          |
| 96   | Ben Thomson           | AG       | Canada      | Devils du New Jersey (↔ Toronto)                    | Rangers de Kitchener (LHO)                       |
| 97   | Kevin Roy             | C        | Canada      | Ducks d'Anaheim                                     | Stars de Lincoln (USHL)                          |
| 98   | Adam Gilmour          | C        | États-Unis  | Wild du Minnesota                                   | Nobles (High-Massachusetts)                      |
| 99   | Erik Karlsson         | C        | Suède       | Hurricanes de la Caroline                           | Frolunda (Suède junior)                          |
| 100  | Thomas Di Pauli       | C        | États-Unis  | Capitals de Washington (↔ Winnipeg)                 | Équipe des États-Unis des moins de 18 ans (USHL) |
| 101  | Cédric Paquette       | C        | Canada      | Lightning de Tampa Bay                              | Armada de Blainville-Boisbriand (LHJMQ)          |
| 102  | Rhett Holland         | D        | Canada      | Coyotes de Phoenix (↔ Colorado)                     | Oilers d'Okotoks (LHJA)                          |
| 103  | Loïc Leduc            | D        | Canada      | Islanders de New York (↔ Buffalo)                   | Screaming Eagles du Cap-Breton (LHJMQ)           |
| 104  | Gemel Smith           | C        | Canada      | Stars de Dallas                                     | Attack d'Owen Sound (LHO)                        |
| 105  | Brett Kulak           | D        | Canada      | Flames de Calgary                                   | Giants de Vancouver (LHOu)                       |
| 106  | Timothy Boyle         | D        | États-Unis  | Sénateurs d'Ottawa                                  | Nobles (High-Massachusetts)                      |
| 107  | Austin Wuthrich       | AD       | États-Unis  | Capitals de Washington                              | Université Notre-Dame (CCHA)                     |
| 108  | Andrew O'Brien        | AG       | Canada      | Ducks d'Anaheim (↔ San José)                        | Huskies de Rouyn-Noranda (LHJMQ)                 |
| 109  | Christophe Lalancette | AD       | Canada      | Sharks de San José (↔ Chicago)                      | Titan d'Acadie-Bathurst (LHJMQ)                  |
| 110  | Andreas Athanasiou    | AG       | Canada      | Red Wings de Détroit                                | Knights de London (LHO)                          |
| 111  | Fredrick Larsson      | D        | Suède       | Flyers de Philadelphie                              | Brynäs (Suède junior)                            |
| 112  | Zachary Stepan        | C        | États-Unis  | Predators de Nashville                              | St. Mary's de Shattuck (High-Minnesota)          |
| 113  | Sean Maguire          | G        | Canada      | Penguins de Pittsburgh                              | Kings de Powell River (LHCB)                     |
| 114  | Aleksandr Delnov      | AG       | Russie      | Panthers de la Floride                              | Mytichtchinskye Atlanty (MHL)                    |
| 115  | Trevor Carrick        | D        | Canada      | Hurricanes de la Caroline (↔ Boston)                | St. Michael's Majors de Mississauga (LHO)        |
| 116  | Nicholas Walters      | D        | Canada      | Blues de Saint-Louis                                | Silvertips d'Everett (LHOu)                      |
| 117  | Taylor Leier          | AG       | Canada      | Flyers de Philadelphie (↔ Vancouver) (↔ Columbus)   | Winterhawks de Portland (LHOu)                   |
| 118  | Mikko Vainonen        | D        | Finlande    | Predators de Nashville (↔ Phoenix)                  | HIFK (Finlande junior)                           |
| 119  | Calle Andersson       | D        | Suède       | Rangers de New York                                 | Färjestads (Suède junior)                        |
| 120  | Jaccob Slavin         | D        | États-Unis  | Hurricanes de la Caroline (↔ New Jersey)            | Steel de Chicago (USHL)                          |
| 121  | Nikolaï Prokhorkine   | AG       | Russie      | Kings de Los Angeles                                | HK CSKA Moscou (KHL)                             |

### Cinquième tour
| Rang | Joueur             | Position | Nationalité         | Équipe LNH                         | Repêché de                                             |
| ---- | ------------------ | -------- | ------------------- | ---------------------------------- | ------------------------------------------------------ |
| 122  | Charles Hudon      | AG       | Canada              | Canadiens de Montréal (↔ Columbus) | Saguenéens de Chicoutimi (LHJMQ)                       |
| 123  | Joey Laleggia      | D        | Canada              | Oilers d'Edmonton                  | Pioneers de Denver (WCHA)                              |
| 124  | Ryan Culkin        | D        | Canada              | Flames de Calgary (↔ Montréal)     | Remparts de Québec (LHJMQ)                             |
| 125  | Doyle Somerby      | D        | États-Unis          | Islanders de New York              | Kimball Union Academy (High-New Hampshire)             |
| 126  | Dominic Toninato   | C        | États-Unis          | Maple Leafs de Toronto             | Duluth East High School (High-Minnesota)               |
| 127  | Brian Cooper       | D        | États-Unis          | Ducks d'Anaheim (↔ Montréal)       | Force de Fargo (USHL)                                  |
| 128  | Daniel Gunnarsson  | D        | Suède               | Wild du Minnesota                  | Luleå HF (Elitserien)                                  |
| 129  | Brendan Woods      | AG       | Canada/ États-Unis  | Hurricanes de la Caroline          | Université du Wisconsin (WCHA)                         |
| 130  | Connor Hellebuyck  | G        | États-Unis          | Jets de Winnipeg                   | Jackalopes d'Odessa (NAHL)                             |
| 131  | Seth Griffith      | C        | Canada              | Lightning de Tampa Bay             | Knights de London (LHO)                                |
| 132  | Michael Clarke     | C        | Canada              | Avalanche du Colorado              | Spitfires de Windsor (LHO)                             |
| 133  | Logan Nelson       | C        | États-Unis          | Sabres de Buffalo                  | Royals de Victoria (LHOu)                              |
| 134  | Branden Troock     | AD       | Canada              | Stars de Dallas                    | Thunderbirds de Seattle (LHOu)                         |
| 135  | Graham Black       | C        | Canada              | Devils du New Jersey (↔ Calgary)   | Broncos de Swift Current (LHOu)                        |
| 136  | Robert Baillargeon | C        | États-Unis          | Sénateurs d'Ottawa                 | Ice de l'Indiana (USHL)                                |
| 137  | Connor Carrick     | D        | États-Unis          | Capitals de Washington             | États-Unis (USHL)                                      |
| 138  | Daniel O'Regan     | C        | États-Unis          | Sharks de San José                 | Saint Sebastian's School (Hockey School Massachusetts) |
| 139  | Garret Ross        | AG       | États-Unis          | Blackhawks de Chicago              | Spirit de Saginaw (LHO)                                |
| 140  | Michael McKee      | D        | Canada              | Red Wings de Détroit               | Stars de Lincoln (USHL)                                |
| 141  | Reece Willcox      | D        | Canada              | Flyers de Philadelphie             | Centennials de Merritt (LHCB)                          |
| 142  | Thomas Spelling    | D        | Danemark            | Predators de Nashville             | Herning Blue Fox (Al-Bank ligaen)                      |
| 143  | Clarke Seymour     | D        | Canada              | Penguins de Pittsburgh             | Petes de Peterborough (LHO)                            |
| 144  | Henri Kiviaho      | G        | Finlande            | Stars de Dallas (↔ Floride)        | KalPa junior (SM-liiga Jr. A)                          |
| 145  | Cody Payne         | AD       | Royaume-Uni/ Canada | Bruins de Boston                   | Whalers de Plymouth (LHO)                              |
| 146  | François Tremblay  | G        | Canada              | Blues de Saint-Louis               | Foreurs de Val-d'Or (LHJMQ)                            |
| 147  | Ben Hutton         | D        | Canada              | Canucks de Vancouver               | Raiders de Nepean (LCCH)                               |
| 148  | Niklas Tikkinen    | D        | Finlande            | Coyotes de Phoenix                 | Blues Espoo junior (SM-liiga Jr. A)                    |
| 149  | Travis Brown       | D        | Canada              | Blackhawks de Chicago (↔ New York) | Warriors de Moose Jaw (LHOu)                           |
| 150  | Alexander Kerfoot  | C        | Canada              | Devils du New Jersey               | Express de Coquitlam (LHCB)                            |
| 151  | Colin Miller       | D        | Canada              | Kings de Los Angeles               | Greyhounds de Sault Ste. Marie (LHO)                   |

### Sixième tour
| Rang | Joueur              | Position | Nationalité        | Équipe LNH                                    | Repêché de                                       |
| ---- | ------------------- | -------- | ------------------ | --------------------------------------------- | ------------------------------------------------ |
| 152  | Daniel Zaar         | AD       | Suède              | Blue Jackets de Columbus                      | Rögle (Allsvenskan)                              |
| 153  | John McCarron       | AD       | États-Unis         | Oilers d'Edmonton                             | Université Cornell (NCAA)                        |
| 154  | Erik Nystrom        | AG       | Suède              | Canadiens de Montréal                         | Modo (Elitserien)                                |
| 155  | Jesse Graham        | D        | Canada             | Islanders de New York                         | IceDogs de Niagara (LHO)                         |
| 156  | Connor Brown        | AD       | Canada             | Maple Leafs de Toronto                        | Otters d'Érié (LHO)                              |
| 157  | Ryan Rupert         | C        | Canada             | Maple Leafs de Toronto (↔ New York)           | Knights de London (LHO)                          |
| 158  | Christoph Bertschy  | C/AD     | Suisse             | Wild du Minnesota                             | CP Berne (LNA)                                   |
| 159  | Collin Olson        | G        | États-Unis         | Hurricanes de la Caroline                     | Équipe des États-Unis des moins de 18 ans (USHL) |
| 160  | Ryan Olsen          | C        | Canada             | Jets de Winnipeg                              | Blades de Saskatoon (LHOu)                       |
| 161  | Jake Dotchin        | D        | Canada             | Lightning de Tampa Bay                        | Attack d'Owen Sound (LHO)                        |
| 162  | Joseph Blandisi     | C/AD     | Canada             | Avalanche du Colorado                         | Attack d'Owen Sound (LHO)                        |
| 163  | Linus Ullmark       | G        | Suède              | Sabres de Buffalo                             | Modo (Elitserien)                                |
| 164  | Simon Fernholm      | D        | Suède              | Predators de Nashville (↔ Dallas) (↔ Floride) | Huddinge (Allsvenskan)                           |
| 165  | Coda Gordon         | AG       | Canada             | Flames de Calgary                             | Broncos de Swift Current (LHOu)                  |
| 166  | François Brassard   | G        | Canada             | Sénateurs d'Ottawa                            | Remparts de Québec (LHJMQ)                       |
| 167  | Riley Barber        | AD       | États-Unis         | Capitals de Washington                        | Équipe des États-Unis des moins de 18 ans (USHL) |
| 168  | Clifford Watson     | D        | États-Unis         | Sharks de San José                            | Musketeers de Sioux City (NCAA)                  |
| 169  | Vincent Hinostroza  | C        | États-Unis         | Blackhawks de Chicago                         | Black Hawks de Waterloo (USHL)                   |
| 170  | James de Haas       | D        | Canada             | Red Wings de Détroit                          | Patriots de Toronto Lakeshore (LHJO)             |
| 171  | Tomáš Hyka          | AD       | République tchèque | Kings de Los Angeles (↔ Philadelphie)         | Olympiques de Gatineau (LHJMQ)                   |
| 172  | Max Görtz           | AD       | Suède              | Predators de Nashville                        | Färjestads (Elitserien)                          |
| 173  | Anton Zlobine       | AG/AD    | Russie             | Penguins de Pittsburgh                        | Cataractes de Shawinigan (LHJMQ)                 |
| 174  | Francis Beauvillier | C        | Canada             | Panthers de la Floride                        | Océanic de Rimouski (LHJMQ)                      |
| 175  | Matthew Benning     | D        | Canada             | Bruins de Boston                              | Saints de Spruce Grove (LHJA)                    |
| 176  | Petteri Lindbohm    | D        | Finlande           | Blues de Saint-Louis                          | Jokerit (Finlande junior)                        |
| 177  | Wesley Myron        | AG       | Canada             | Canucks de Vancouver                          | Grizzlies de Victoria (LHCB)                     |
| 178  | Samuel Fejes        | AG       | États-Unis         | Coyotes de Phoenix                            | St. Mary's de Shattuck (High-Minnesota)          |
| 179  | Marek Mazanec       | G        | République tchèque | Predators de Nashville (↔ New York)           | Plzeň (République tchèque junior)                |
| 180  | Artour Hawrous      | C        | Biélorussie        | Devils du New Jersey                          | Attack d'Owen Sound (LHO)                        |
| 181  | Paul LaDue          | D        | États-Unis         | Kings de Los Angeles                          | Stars de Lincoln (USHL)                          |

### Septième tour
| Rang | Joueur             | Position | Nationalité        | Équipe LNH                                | Repêché de                                    |
| ---- | ------------------ | -------- | ------------------ | ----------------------------------------- | --------------------------------------------- |
| 182  | Gianluca Curcuruto | D        | Canada             | Blue Jackets de Columbus                  | Greyhounds de Sault-Sainte-Marie (LHO)        |
| 183  | Dmitri Sinitsyne   | D        | Russie             | Kings de Los Angeles (↔ Edmonton)         | River Hawks d'UMass-Lowell (NCAA)             |
| 184  | Marek Langhamer    | G        | République tchèque | Coyotes de Phoenix (↔ Montréal)           | HC Pardubice (Extraliga U20)                  |
| 185  | Jake Bischoff      | D        | États-Unis         | Islanders de New York                     | Thunderhawks de Grand Rapids (High-Minnesota) |
| 186  | Matt DeBlouw       | C        | États-Unis         | Flames de Calgary (↔ Toronto)             | Lumberjacks de Muskegon (USHL)                |
| 187  | Kenton Helgesen    | D        | Canada             | Ducks d'Anaheim                           | Hitmen de Calgary (LHOu)                      |
| 188  | Louis Nanne        | AG       | États-Unis         | Wild du Minnesota                         | Edina High School (High-Minnesota)            |
| 189  | Brendan Collier    | AG       | États-Unis         | Hurricanes de la Caroline                 | Malden High School (High-Massachusetts)       |
| 190  | Jamie Phillips     | G        | Canada             | Jets de Winnipeg                          | Kings de Powell River (LHCB)                  |
| 191  | Brandon Whitney    | G        | Canada             | Sharks de San José (↔ Tampa Bay)          | Tigres de Victoriaville (LHJMQ)               |
| 192  | Colin Smith        | C        | Canada             | Avalanche du Colorado                     | Blazers de Kamloops (LHOu)                    |
| 193  | Brady Austin       | D        | Canada             | Sabres de Buffalo                         | Bulls de Belleville (LHO)                     |
| 194  | Jonatan Nielsen    | D        | Suède              | Stars de Dallas                           | Linköpings HC (Suède Jr.)                     |
| 195  | Christian Djoos    | D        | Suède              | Flames de Calgary                         | Brynäs IF (Suède Jr.)                         |
| 196  | Mikael Wikstrand   | D        | Suède              | Sénateurs d'Ottawa                        | Mora IK (Suède Jr.)                           |
| 197  | Jaynen Rissling    | D        | Canada             | Capitals de Washington                    | Hitmen de Calgary (LHOu)                      |
| 198  | Joakim Ryan        | D        | Suède              | Sharks de San José                        | Université Cornell (NCAA)                     |
| 199  | Matt Tomkins       | G        | Canada             | Blackhawks de Chicago                     | Crusaders de Sherwood Park (LHJA)             |
| 200  | Rasmus Bodin       | AG       | Suède              | Red Wings de Détroit                      | Östersunds IK (Suède Jr.)                     |
| 201  | Valeri Vassiliev   | D        | Russie             | Flyers de Philadelphie                    | MHK Spartak (MHL)                             |
| 202  | Nikita Goussev     | AG       | Russie             | Lightning de Tampa Bay (↔ Nashville)      | HK CSKA Moscou (KHL)                          |
| 203  | Sergueï Kostenko   | G        | Russie             | Capitals de Washington (↔ Pittsburgh)     | Kouznetskie Medvedi (MHL)                     |
| 204  | Judd Peterson      | C        | États-Unis         | Sabres de Buffalo (↔ Floride) (↔ Chicago) | East Duluth High School (High-Minnesota)      |
| 205  | Colton Hargrove    | AG       | États-Unis         | Bruins de Boston                          | Force de Fargo (USHL)                         |
| 206  | Tyrel Seaman       | C        | Canada             | Blues de Saint-Louis                      | Wheat Kings de Brandon (LHOu)                 |
| 207  | Matt Beattie       | AD       | États-Unis         | Canucks de Vancouver                      | Exeter Phillips (High-New Hampshire)          |
| 208  | Justin Haché       | D        | Canada             | Coyotes de Phoenix                        | Cataractes de Shawinigan (LHJMQ)              |
| 209  | Viktor Lööv        | D        | Suède              | Maple Leafs de Toronto (↔ New York)       | Södertälje SK (Suède Jr.)                     |
| 210  | Jaycob Megna       | D        | États-Unis         | Ducks d'Anaheim (↔ New Jersey)            | Université du Nebraska (NCAA)                 |
| 211  | Nick Ebert         | D        | États-Unis         | Kings de Los Angeles                      | Spitfires de Windsor (LHO)                    |